# Bovenste Hof (Brunssum)

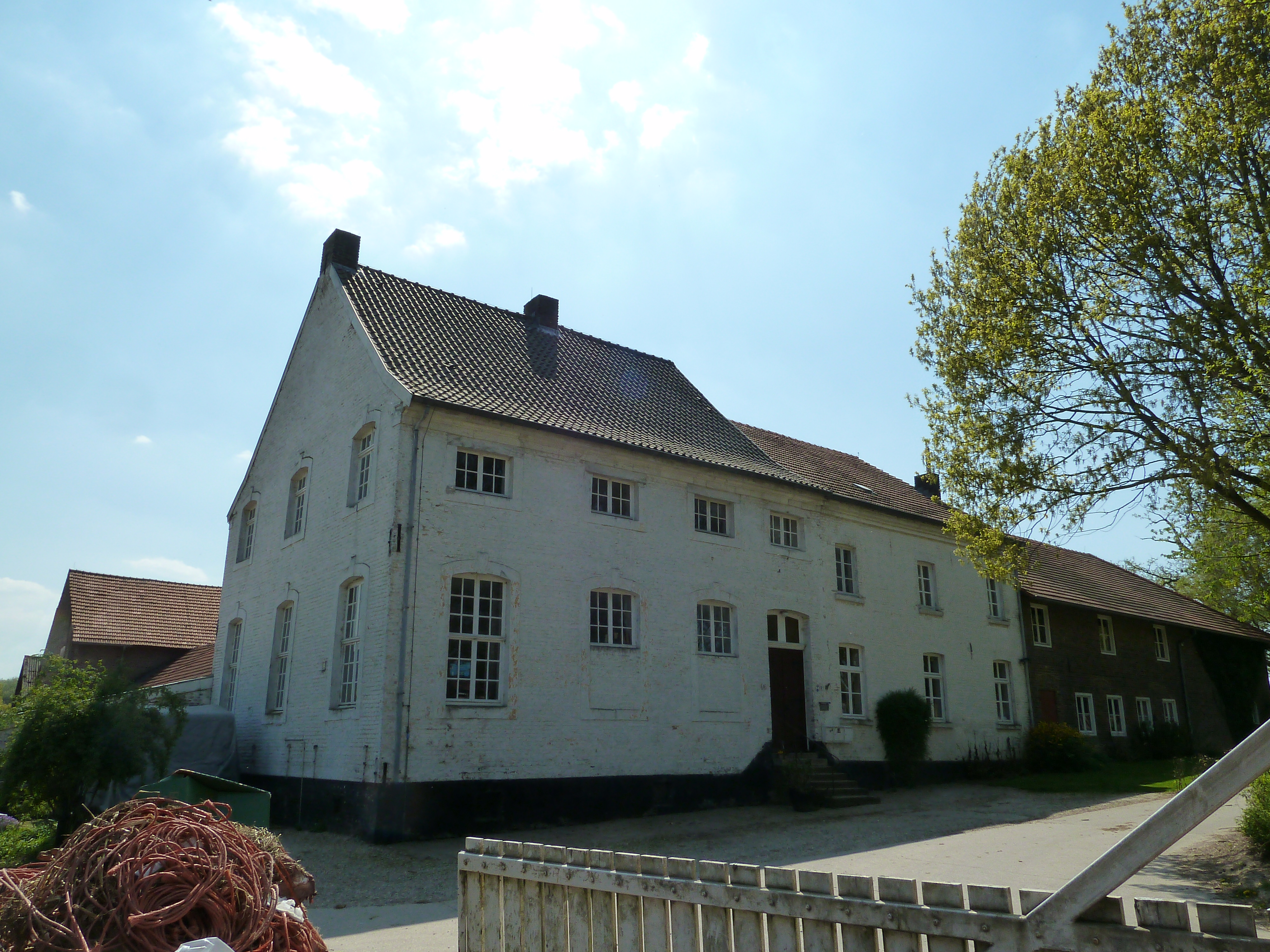
Bovenste Hof

De Bovenste Hof is een hoeve gelegen aan de noordwestrand van de gemeente Brunssum in Nederlands Zuid-Limburg.
De hof was een leengoed van de heer van Valkenburg en behoorde tot de goederen van het leengoed Douve. Dat leengoed werd in 1381 verworven door de familie Huyn van Amstenrade. De eerste leenheer die wordt vermeld is Reynaert Vaes Huyn.
Het huidige gebouw werd in de 18e eeuw gebouwd. De hoeve is een rijksmonument.
Er is ook een Onderste Hof, dat ligt verder stroomafwaarts.

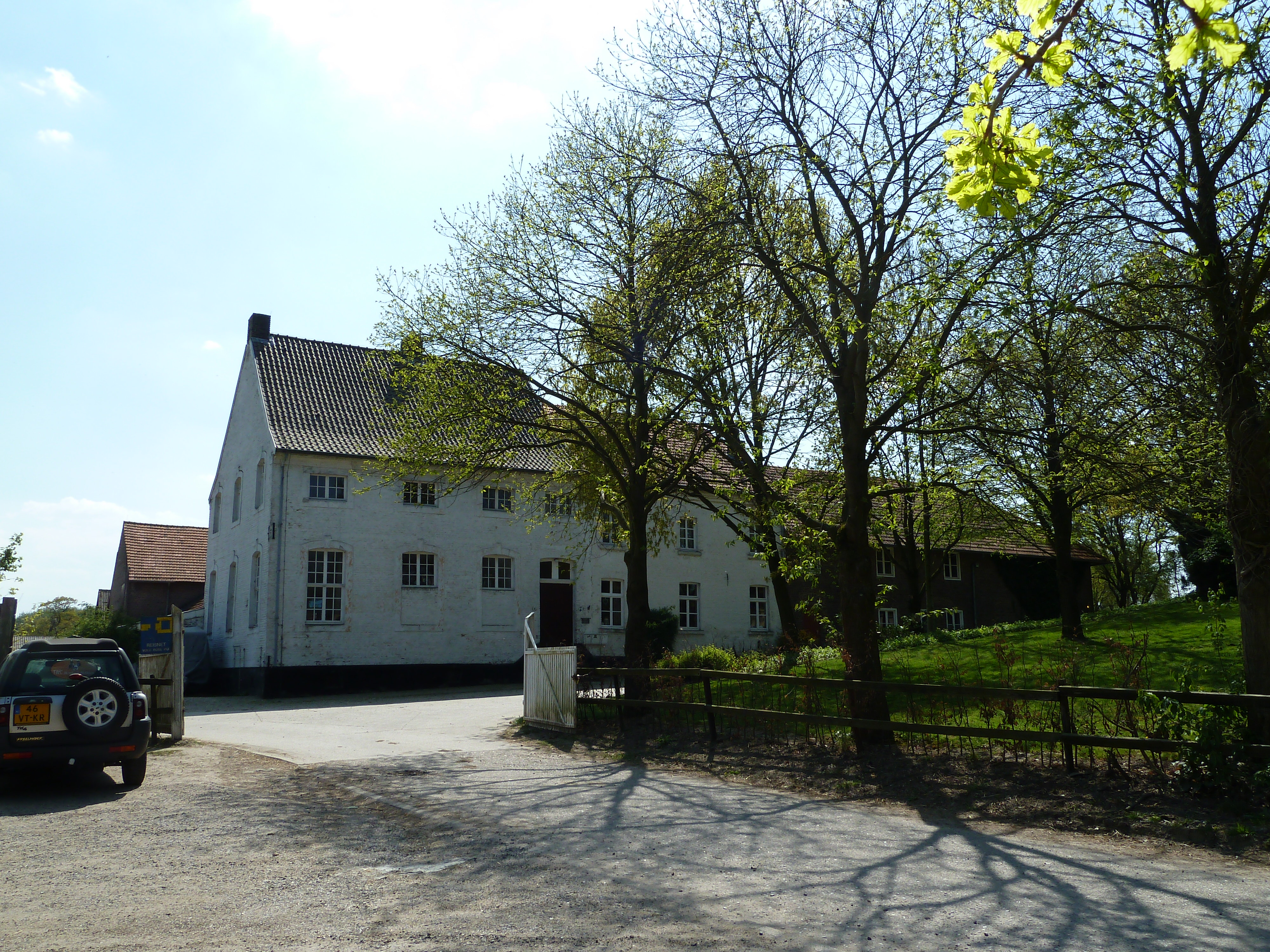